# Dados abertos conectados
Dados abertos conectados são dados conectados que possuem conteúdo aberto. No Brasil, este termo é utilizado como a tradução oficial da W3C para o conceito relacionado ao termo Linked Open Data . Tim Berners-Lee propôs uma clara definição para dados abertos conectados como uma extensão ao conceito de dados conectados, onde os dados possuem Licença Livre. Apesar de inadequado, é comum as pessoas utilizarem os termos dados conectados, dados abertos conectados e dados abertos, indistintamente. Contudo, um dado pode ser aberto, mas não conectado. Da mesma forma, um dado pode ser conectado, mas não aberto. Grandes conjuntos de dados abertos abertos conectados incluem a DBpedia e o Freebase.

## Nuvem de Dados Abertos Conectados

Instance linkages within the linking open data datasets

A Nuvem de dados abertos conectados é um projeto que teve início em 2007 para visualizar o grafo de conjunto de dados abertos interligados na Web. Embora o nome sugere que apenas dados abertos estejam conectados, grafos anteriores continham conjuntos de dados com conteúdo proprietário (sem licença livre); Segunda a resposta dos criadores da nuvem sobre a questão dos dados realmente serem abertos a resposta foi: "Provavelmente não. Infelizmente, a maioria das publicações de dados não explicita a licença de uso. Isso deixa o usuário na escuridão sobre os direitos atribuídos ou reservados ao publicador".